# Máy đo lực kế
Máy đo lực kế hay gọi tắt là "dyno", là một thiết bị để đo đồng thời mô-men xoắn và tốc độ quay (RPM) của động cơ, động cơ hoặc động cơ nguyên tố quay khác để có thể tính được công suất tức thời và thường được hiển thị bởi chính dynamometer với đơn vị đo kW hoặc bhp.
Ngoài việc được sử dụng để xác định mô-men xoắn hoặc đặc tính công suất của máy đang được thử nghiệm, động lực kế được sử dụng trong một số vai trò khác. Trong các chu trình kiểm tra khí thải tiêu chuẩn như được xác định bởi Cơ quan Bảo vệ Môi trường Hoa Kỳ, động lực kế được sử dụng để cung cấp tải đường mô phỏng cho động cơ (sử dụng động lực kế động cơ) hoặc hệ thống truyền động hoàn toàn (sử dụng máy đo lực khung gầm). Trên thực tế, ngoài các phép đo công suất và mô-men đơn giản, động lực kế có thể được sử dụng như một phần của thử nghiệm cho nhiều hoạt động phát triển động cơ, chẳng hạn như hiệu chuẩn bộ điều khiển quản lý động cơ, điều tra chi tiết về hành vi đốt cháy và ma sát.
Trong thuật ngữ y khoa, máy đo dynamometer cầm tay được sử dụng để sàng lọc thường xuyên độ bám và sức mạnh của bàn tay, và đánh giá ban đầu và liên tục của bệnh nhân bị chấn thương tay hoặc rối loạn chức năng. Chúng cũng được sử dụng để đo cường độ bám chắc ở bệnh nhân nghi ngờ có tổn thương rễ thần kinh cổ tử cung hoặc dây thần kinh ngoại biên.
Trong phục hồi chức năng, kinesiology và ergonomics, máy đo lực được sử dụng để đo sức mạnh của lưng, độ bám, cánh tay và/hoặc chân của vận động viên, bệnh nhân và công nhân để đánh giá tình trạng thể chất, hiệu suất và nhu cầu nhiệm vụ. Thông thường, lực tác dụng lên đòn bẩy hoặc thông qua cáp được đo và sau đó được chuyển đổi thành một moment lực bằng cách nhân với khoảng cách vuông góc từ lực đến trục của đòn bẩy.

## Các loại máy đo lực kế
Có nhiều loại máy đo lực kế, loại máy đo lực kế thường là lực kế lò xo. Ngoài ra còn có lực kế đo lực kéo, đo lực đẩy và lực kế đo cả lực kéo và lực đẩy.

### Máy đo Lực kế lò xo đơn giản
Máy đo Lực kế lò xo đơn giản bao gồm vỏ lực kế, gắn bảng chia độ. Một lò xo có 1 đầu gắn vào vỏ lực kế, đầu kia gắn một cái móc và kim chỉ thị (kim chỉ thị di chuyển được trên bảng chia độ)
Xác định trọng lượng và khối lượng bằng lực kế lò xo thông thường sẽ được tiến hanh qua việc đặt lực kế thẳng đứng rồi móc vật vào sua đó đọc kết quả. Trọng lượng sẽ được xác định bằng công thức  Fkéo = Pvật và khối lượng sẽ được xác định qua công thức P = 10.m